# Campotosto
Campotosto – miejscowość i gmina we Włoszech, w regionie Abruzja, w prowincji L’Aquila.
Według danych na rok 2004 gminę zamieszkiwały 683 osoby, 13,4 os./km².